# Гаврилюк Ярослав Олександрович
Яросла́в Олекса́ндрович Гаврилю́к  — солдат Збройних Сил України, учасник російсько-української війни, що загинув у ході російського вторгнення в Україну в 2022 році.

## Життєпис
Ярослав Гаврилюк народився 1998 року в селі Княжин (з 2020 року — Чуднівської міської громади) Житомирського району Житомирської області. Після закінчення дев'яти класів у загальноосвітній школі рідного села навчався в Турчинівському професійному ліцеї, який закінчив 2016 року. Проходив військову службу за контрактом у лавах ЗСУ у військовій частині в місті Кам'янець-Подільський. З початком повномасштабного російського вторгнення в Україну 25 лютого 2022 року призваний на військову посаду санітара операційно-перев'язочного відділення медичної роти військової частини. Загинув Ярослав Гаврилюк 16 березня 2022 року в районі села Кам'янка Ізюмського району Харківської області під час боїв з російськими військами. Поховали загиблого 25 березня 2022 року в рідному селі Чуднівської міської громади.

## Нагороди
- Орден «За мужність» III ступеня (2022, посмертно) — за особисту мужність і самовіддані дії, виявлені у захисті державного суверенітету та територіальної цілісності України, вірність військовій присязі[2].